# Sævar Birgisson
Sævar Birgisson (* 15. Februar 1988 in Reykjavík) ist ein ehemaliger isländischer Skilangläufer.

## Werdegang
Sævar Birgisson nahm von 2005 bis 2017 meist an FIS-Rennen teil. In der Saison 2012/13 startete sie in Drammen erstmals im Skilanglauf-Weltcup, wobei sie den 75. Platz im Sprint errang und belegte bei den Nordischen Skiweltmeisterschaften 2013 im Val di Fiemme den 91. Platz, im 15-km-Freistilrennen, den 131. Platz sowie im Teamsprint den 30. Platz. In der folgenden Saison nahm sie in Toblach letztmals am Weltcup teil und errang dabei den 69. Platz im Sprint. Beim Saisonhöhepunkt, den Olympischen Winterspielen 2014 in Sotschi, war Sævar Birgisson einer von fünf Startern Islands. Bei der Eröffnungsfeier trug er die Fahne seines Landes. Sævar startete in zwei Rennen – im Sprint belegte er den 72. Rang in der Qualifikation und im 15-km-Klassikrennen kam er auf den 74. Platz. Bei den Nordischen Skiweltmeisterschaften 2015 in Falun lief sie auf den 67. Platz im Sprint sowie auf den 25. Rang im Teamsprint und bei den Nordischen Skiweltmeisterschaften 2017 in Lahti auf den 90. Platz im Sprint sowie auf den 23. Rang im Teamsprint.